# Adán Sánchez (arquitecto)
Adán Sánchez fue un arquitecto boliviano del siglo XX. Es considerado junto a Julio Mariaca Pando y Emilio Villanueva uno de los arquitectos precursores del siglo XX en su país. Diseñó obras estatales de estilo neoclásico siendo uno de los arquitectos a cargo de obras de gran envergadura.

## Biografía
Nació en la ciudad de La Paz y realizó sus estudios universitarios en París. Fue parte del proyecto de urbanización de la zona de Sopocachi donde se hallaba la que fuera considerada su residencia, de estilo neomudéjar, hasta el año 2016 en que fue demolida.

## Obras

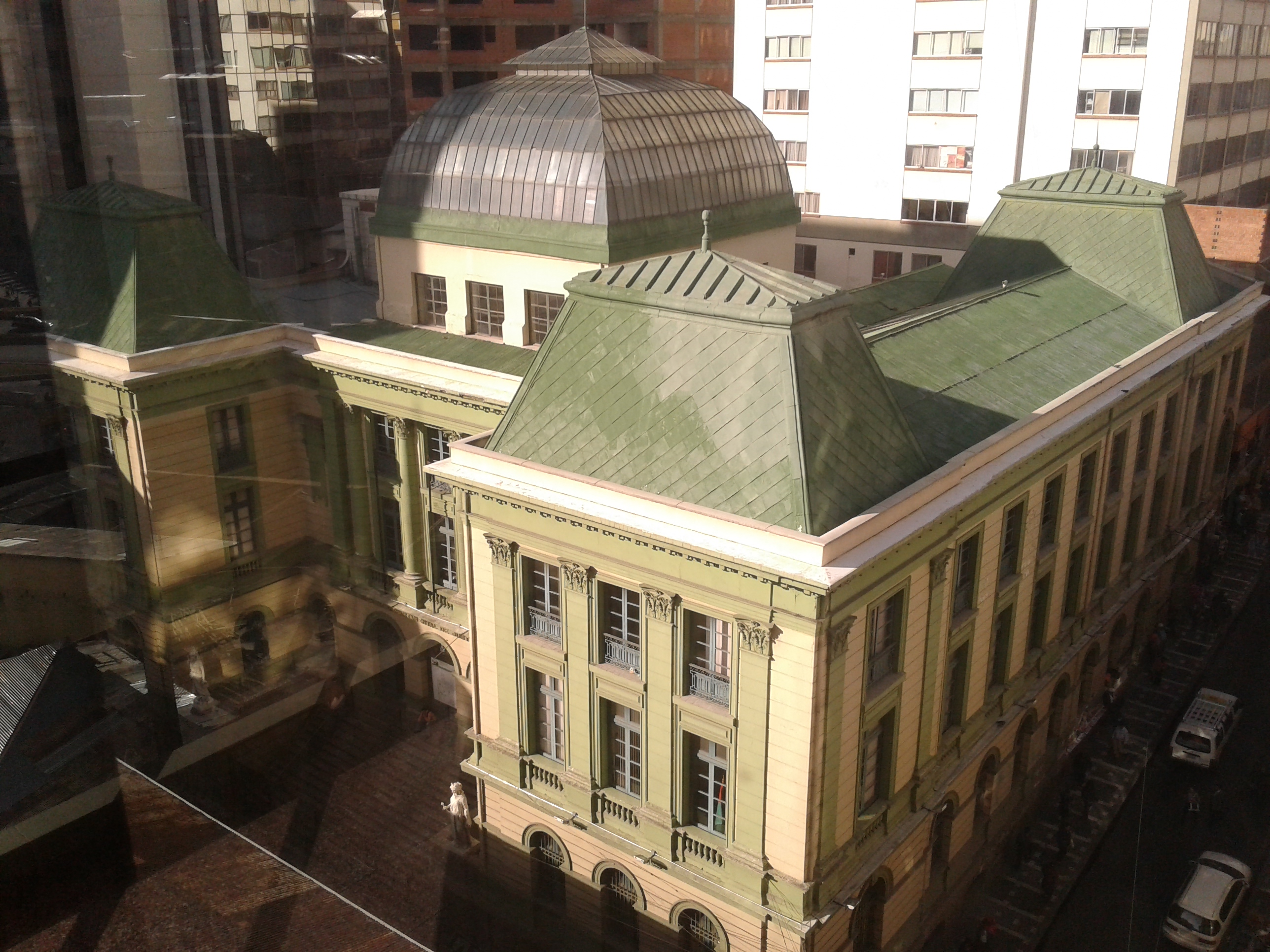
Palacio de justicia La Paz
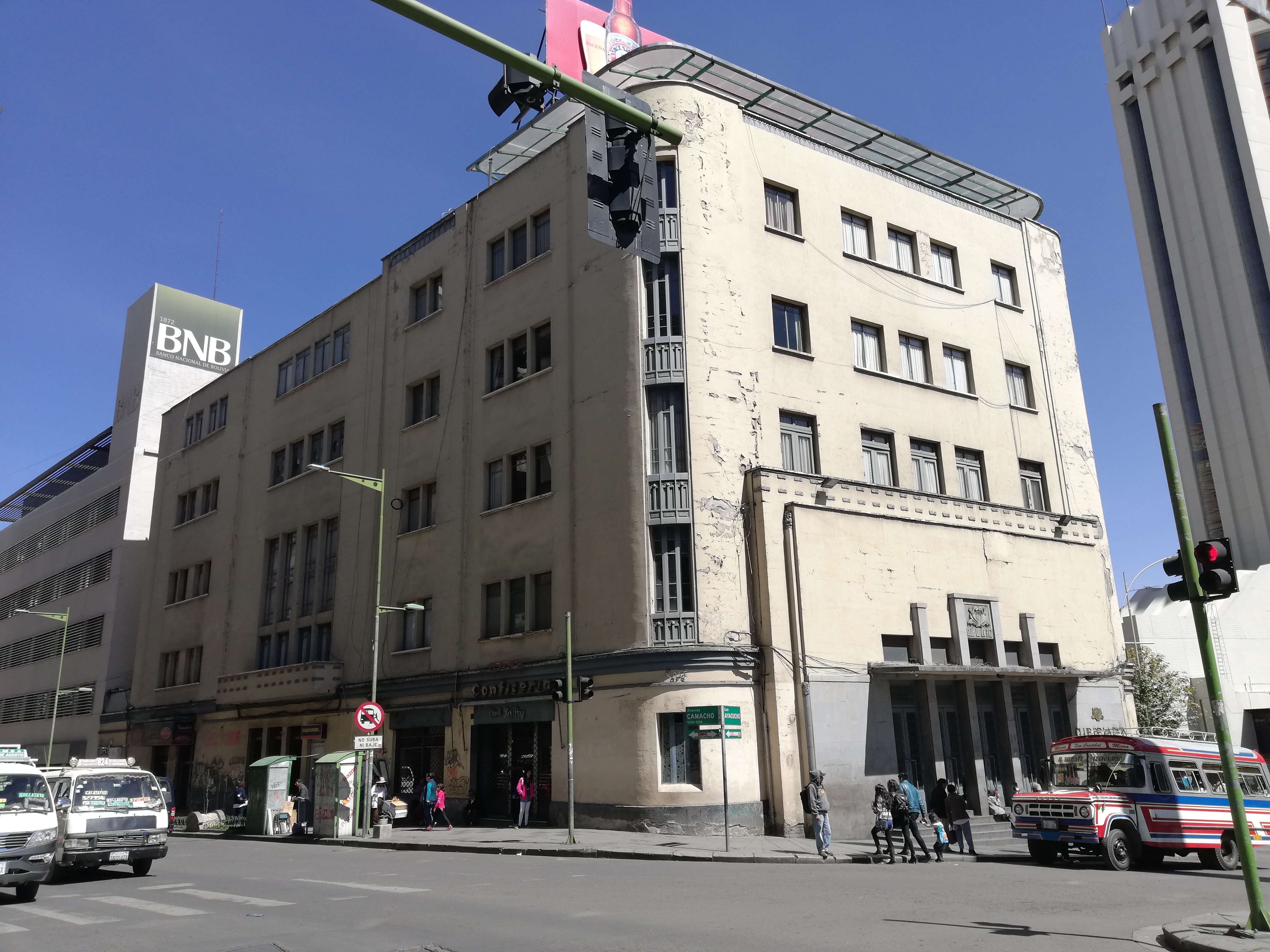
Edificio Club de La Paz

Adán Sánchez desarrolló importantes obras estatales de estilo neoclásico en las ciudades de Oruro, Sucre y La Paz.
En la ciudad de La Paz, el Club de La Paz, Palacio de Justicia, en Oruro el Edificio Prefectural, Edificio de Correos y Telégrafos y el Edificio de Aduanas.